# Les Souhaits de Bout de Zan
Pour plus de détails, voir Fiche technique et Distribution.
Les Souhaits de Bout de Zan est un film muet français réalisé par Louis Feuillade, sorti en 1913.
Ce film fait partie de la série des Bout de Zan.

## Fiche technique
- Titre : Les Souhaits de Bout de Zan
- Réalisation : Louis Feuillade
- Scénario : Louis Feuillade
- Société de production : Société des Établissements L. Gaumont
- Pays d'origine :  France
- Langue : film muet avec les intertitres en français
- Format : Noir et blanc — 35 mm — 1,33:1 — Muet
- Durée :
- Métrage :
- Genre : Comédie
- Date de sortie : 
  - France : 1913

## Distribution
- René Poyen : Bout de Zan